# Pierre Cuypers
Petrus Josephus Hubertus més conegut com a Pierre Cuypers (Roermond, 16 de maig de 1827- Roermond, 3 de març de 1921), va ser un arquitecte neerlandès. Les seves obres més conegudes són l'Estació Central d'Amsterdam (1881-1889) i el Rijksmuseum (1876-1885), tots dos a la ciutat d'Amsterdam i també les més de cent esglésies que va construir, més la gran quantitat de monuments que va restaurar.

## Biografia
Cuypers era el fill d'un pintor d'esglésies i es va criar a un entorn on s'encoratjava l'interès per l'art. Després d'estudiar al col·legi a Roermond, es va traslladar a Anvers el 1844 per estudiar arquitectura a l'acadèmia d'art. Allà va rebre lliçons de Frans Andries Durlet, Frans Stoop Berckmans i Ferdinand Beckmans, tots pioners de l'arquitectura neogòtica a Bèlgica. Cuypers era un bon estudiant i el 1849, va obtenir el Premi Excel·lència de l'Acadèmia.
Després d'una gira per Renània, va regressar a Roermond, on va ser nomenat arquitecte de la ciutat l'any 1851.
El treball eclesiàstic de Cuypers va ser fortament influït en els seus inicis per l'arquitectura francesa del segle xiii i pels escrits dels seus amics Eugène Viollet-le-Duc i J.A. Alberdingk Thijm. Cuypers va construir un gran nombre d'esglésies repartides per tots els Països Baixos, en les que la influència francesa va exercir un paper destacat. Ho més excel·lent d'aquest primer període són l'Església de Lambert a Veghel i l'Església de Catharina d'Eindhoven, entre d'altres. Des de 1870 en endavant l'estil de Cuypers es va veure més influït per l'estil gòtic nadiu dels Països Baixos, així com pels estils gòtic d'altres països com Noruega i Itàlia. En aquesta segona part de la seva carrera va construir alguns dels seus millors treballs. Des de 1883 en endavant, va col·laborar amb el seu fill Joseph Cuypers en gran part dels seus treballs.
L'any 2007-2008 va ser proclamat "Cuypersjaar" als Països Baixos. Un gran nombre d'activitats i exposicions es van organitzar al voltant d'aquest tema on s'incloïa unes exposicions sobre l'arquitectura de Cuypers a l'Institut Neerlandès d'Arquitectura de Rotterdam i a Maastricht. Al setembre de 2007 es va publicar una extensa monografia, i la primera biografia sobre Cuypers.

## Rijksmuseum d'Amsterdam
Aquest edifici construït entre 1876 i 1885 per Cuypers, que va combinar elements de l'arquitectura gòtica i renaixentistes, decorant-ho ricament amb referències a la història de l'art holandès. L'edifici ocupa un destacat lloc en la Museumplein (Plaça dels museus), a prop del Museu Van Gogh i el Museu Stedelijk.

## Premis i honors
El govern neerlandès ha atorgat a Pierre Cuypres la Gran Creu Orde d'Orange-Nassau. Ha estat també distingit, juntament amb un altre petit nombre d'artistes, com Comandant d'Orde del Lleó Neerlandès. La reina Guillermina li va concedir la Medalla d'Honor en Or d'Empresa i enginy, associada a la Casa d'Orange. Cuypers era cavaller de la Pontifícia Orde de Sant Gregori i Comandant de l'espanyola Orde d'Isabel la Catòlica.

## Galeria

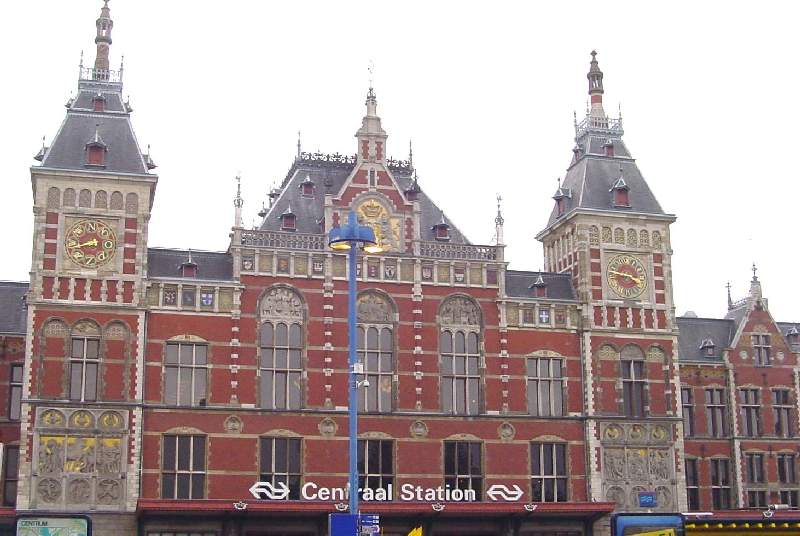
Amsterdam: Estació d'Amsterdam Centraal
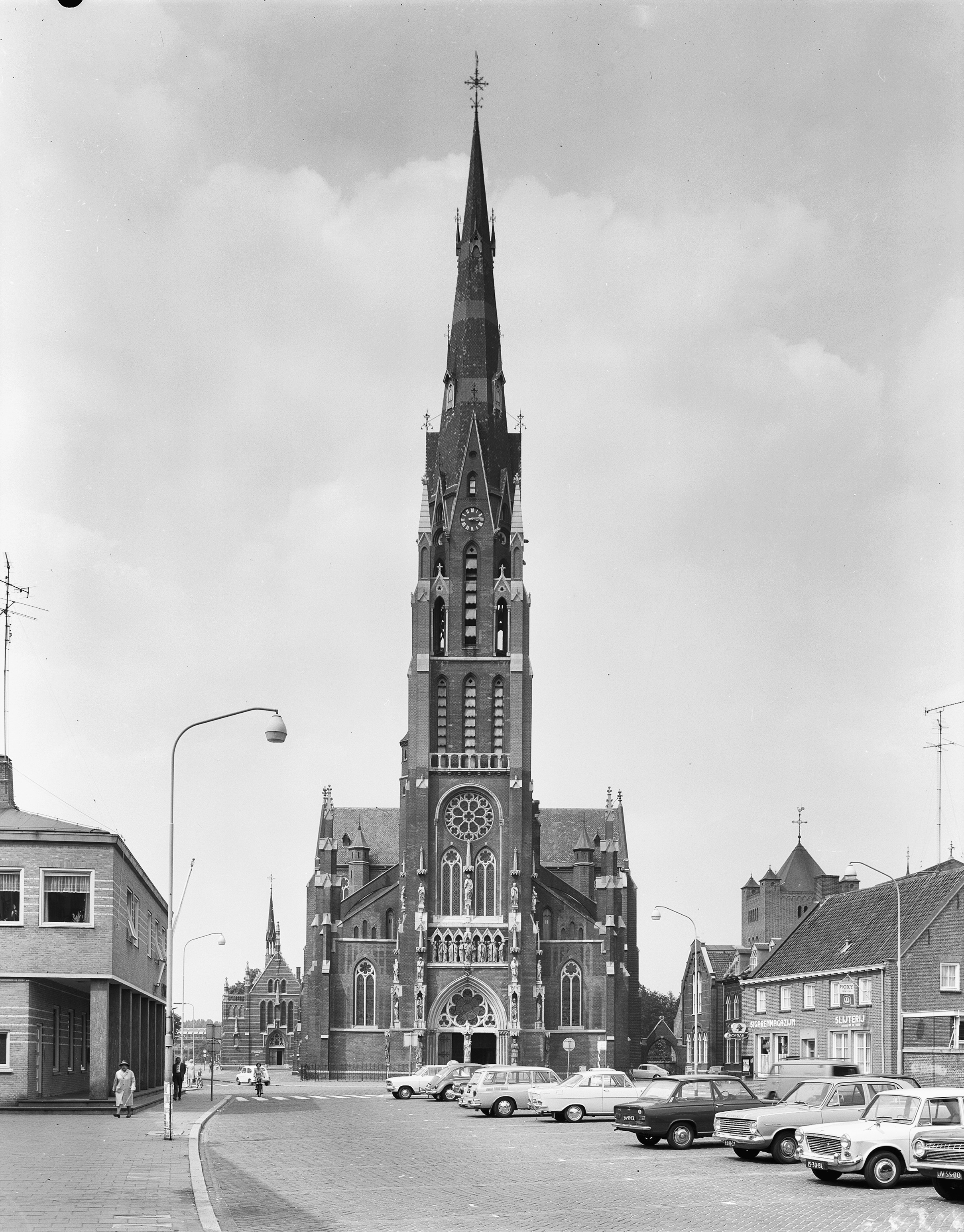
Veghel: església de Sant Lambert
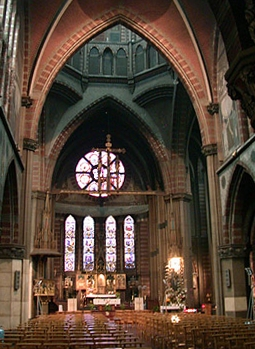
Brussel·les: església de Sant Antoni de Pàdua
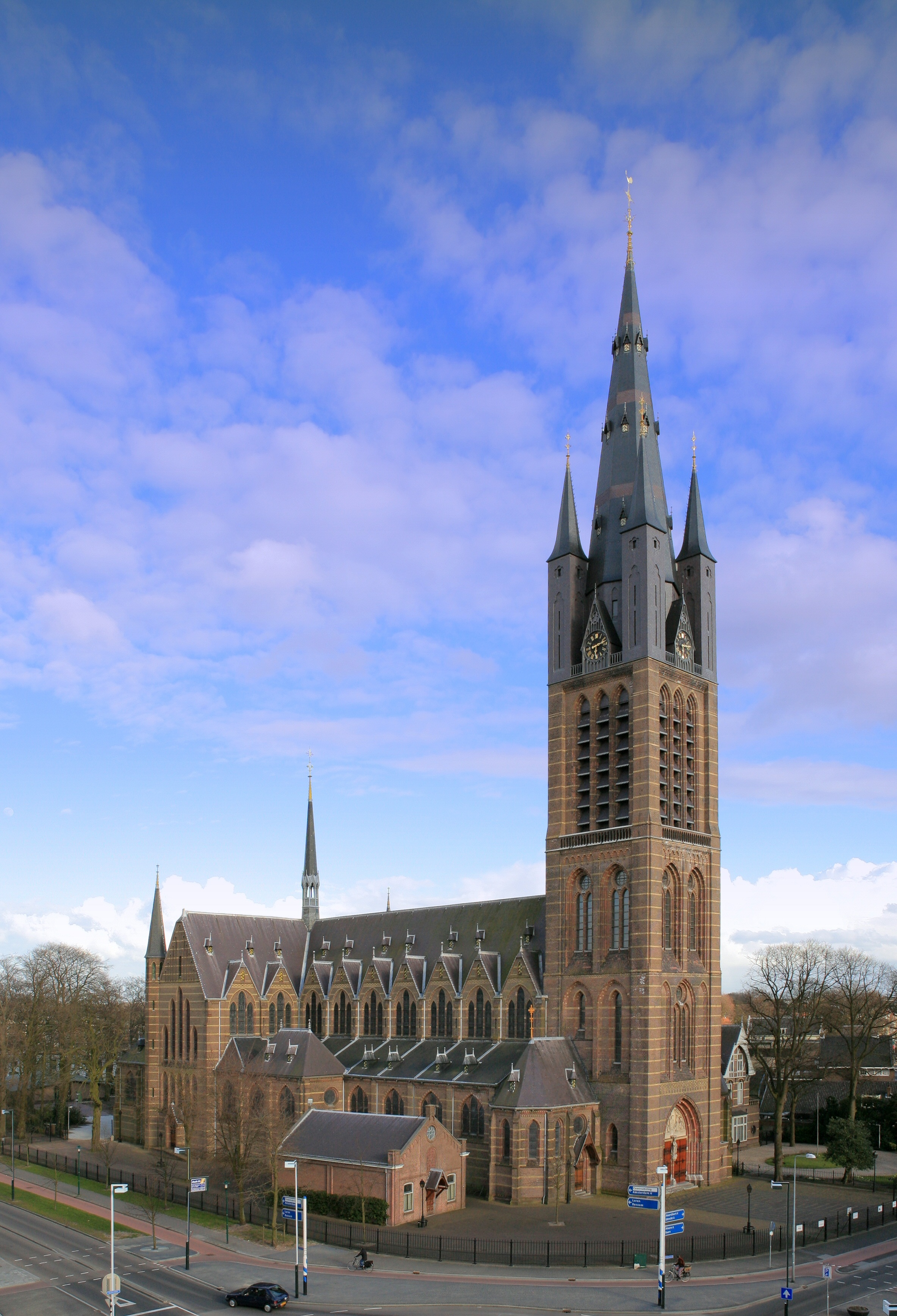
Hilversum: Sint-Vituskerk
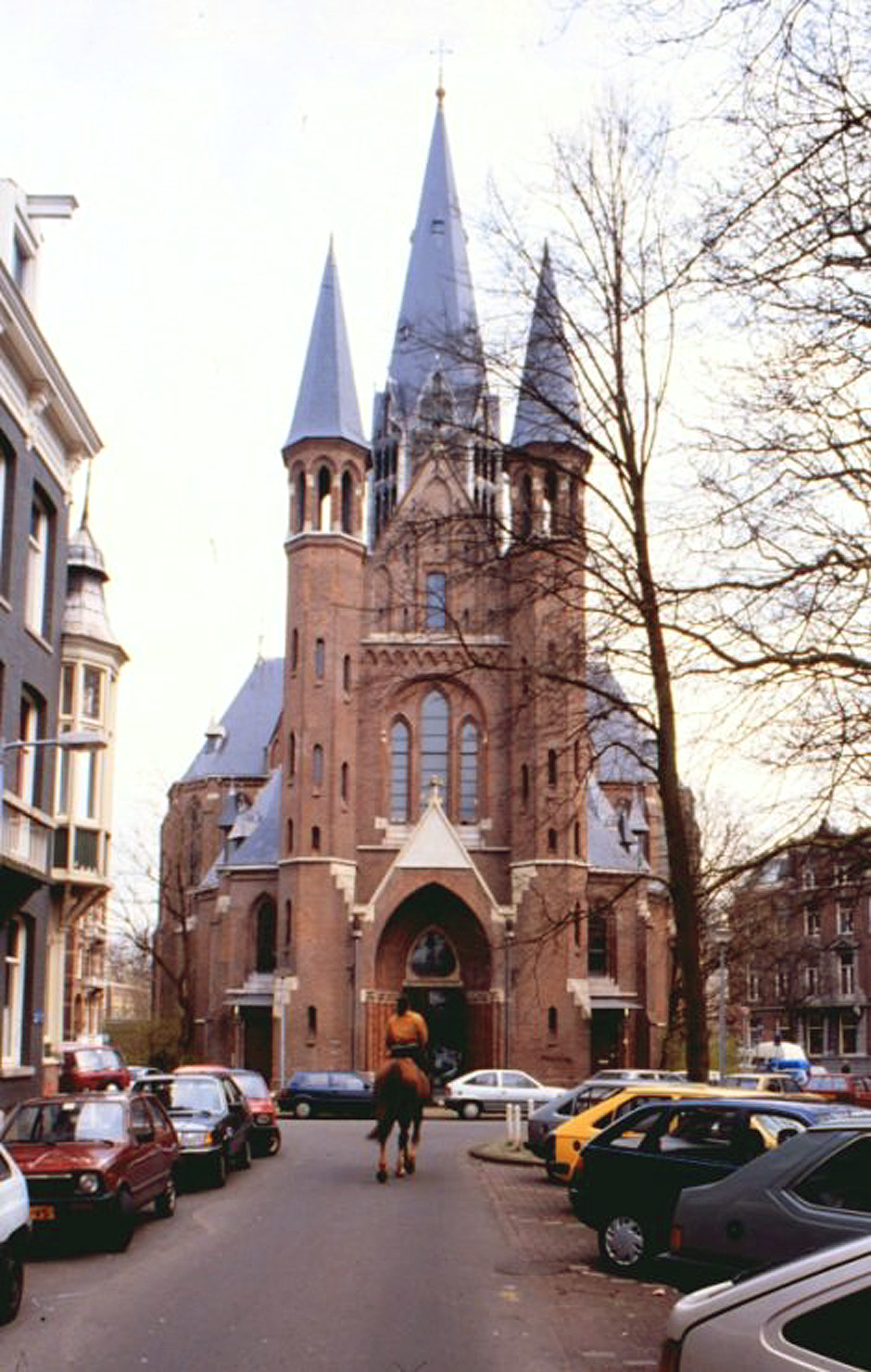
De Vondelkerk a Amsterdam
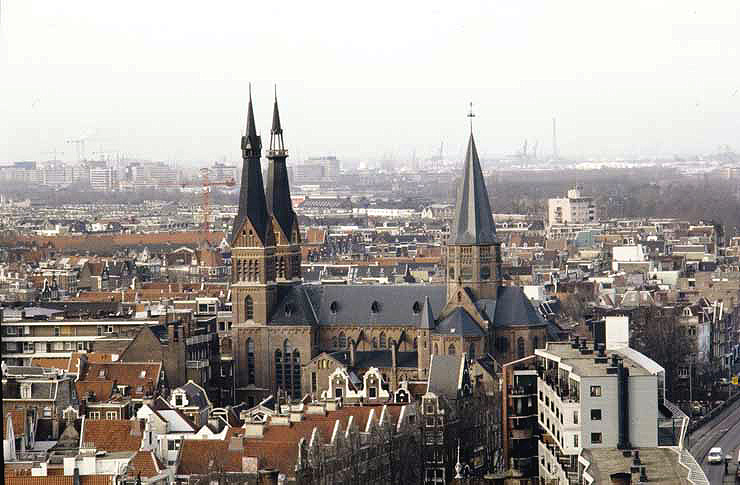
Amsterdam: De Posthoornkerk Amsterdam
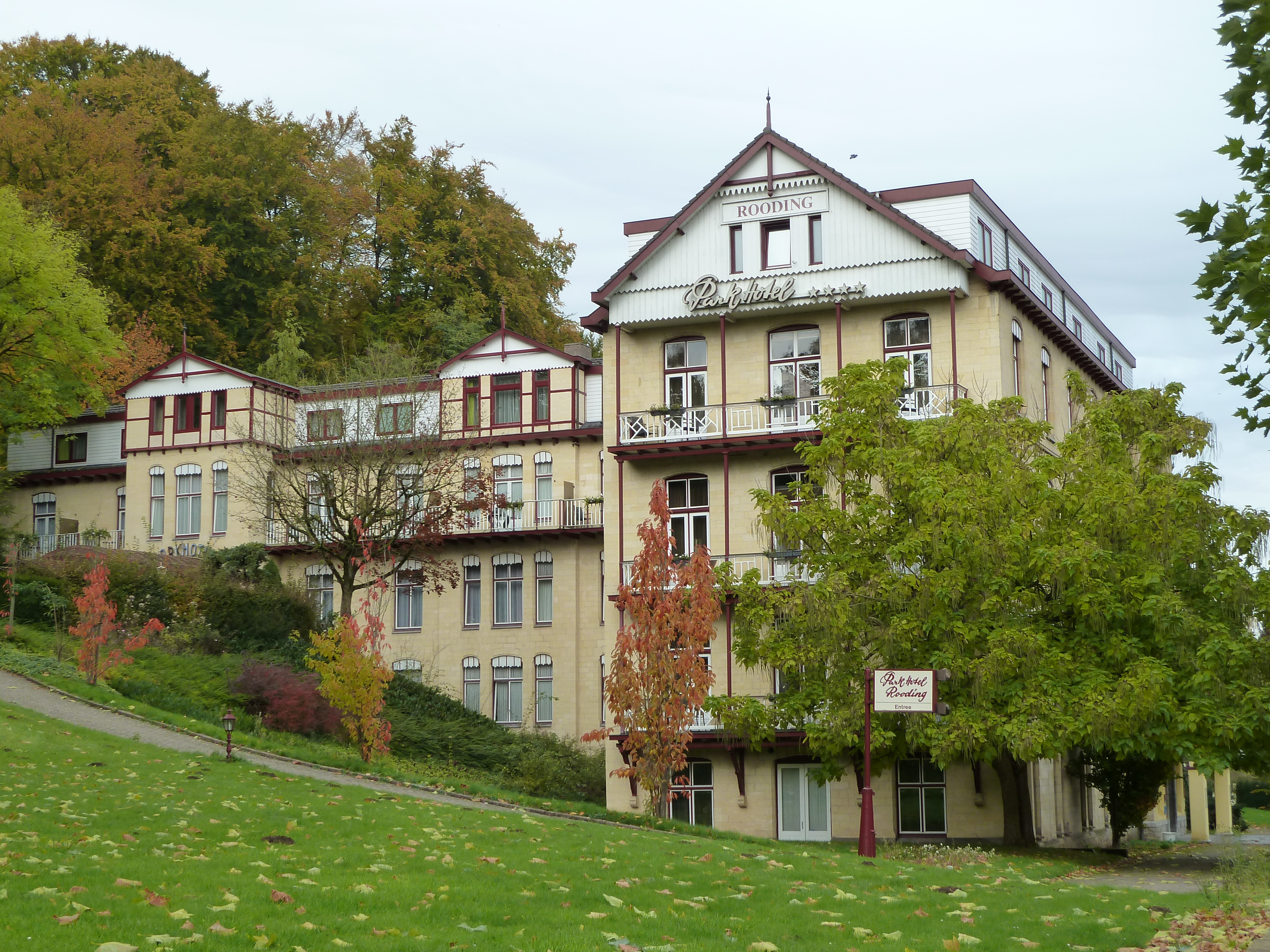
Valkenburg aan de Geul: Kurhaus Huis ter Geul
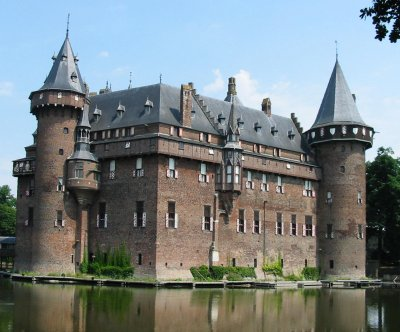
Castell d'Haar
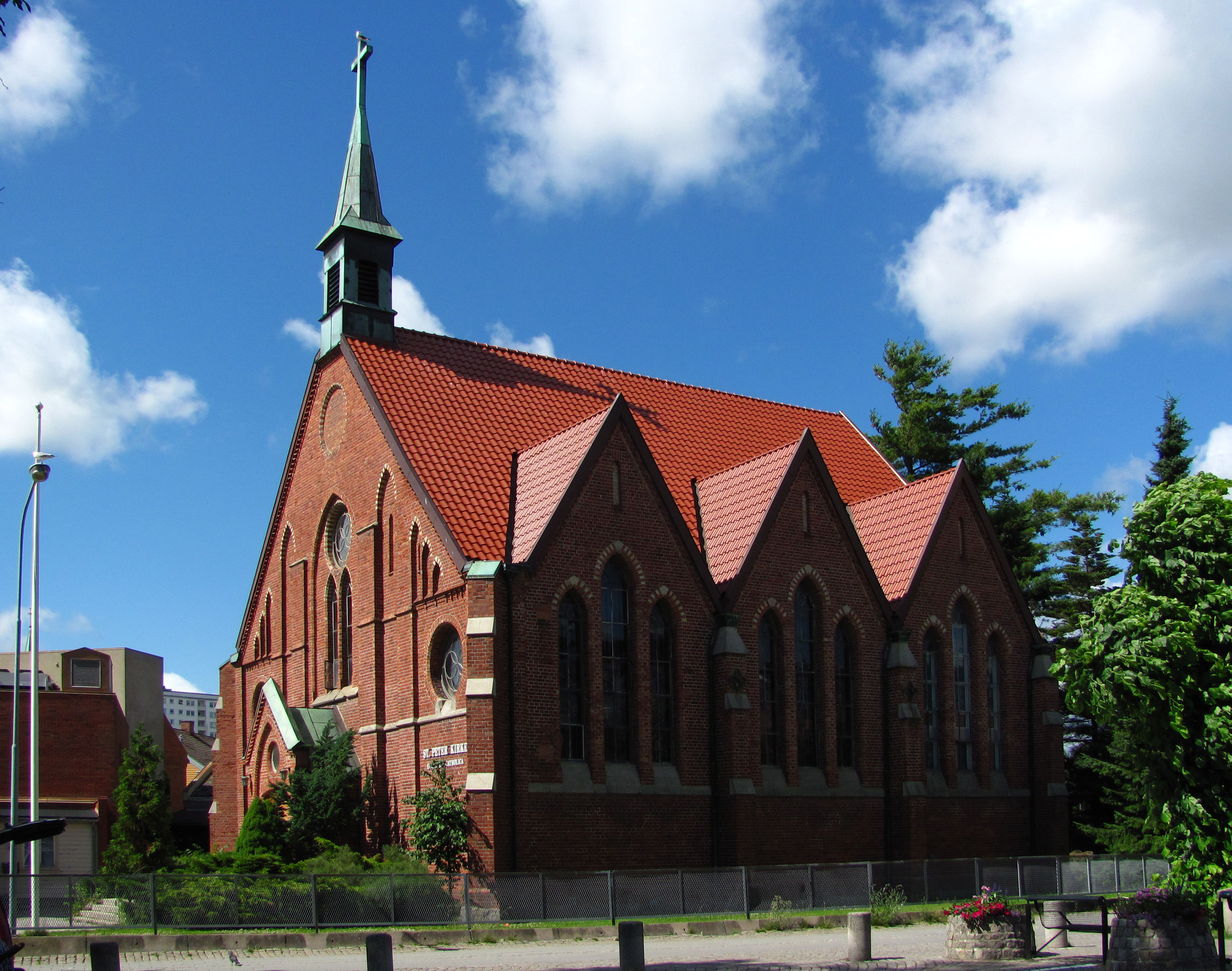
Església catòlica de Sant Pere a Halden a Noruega
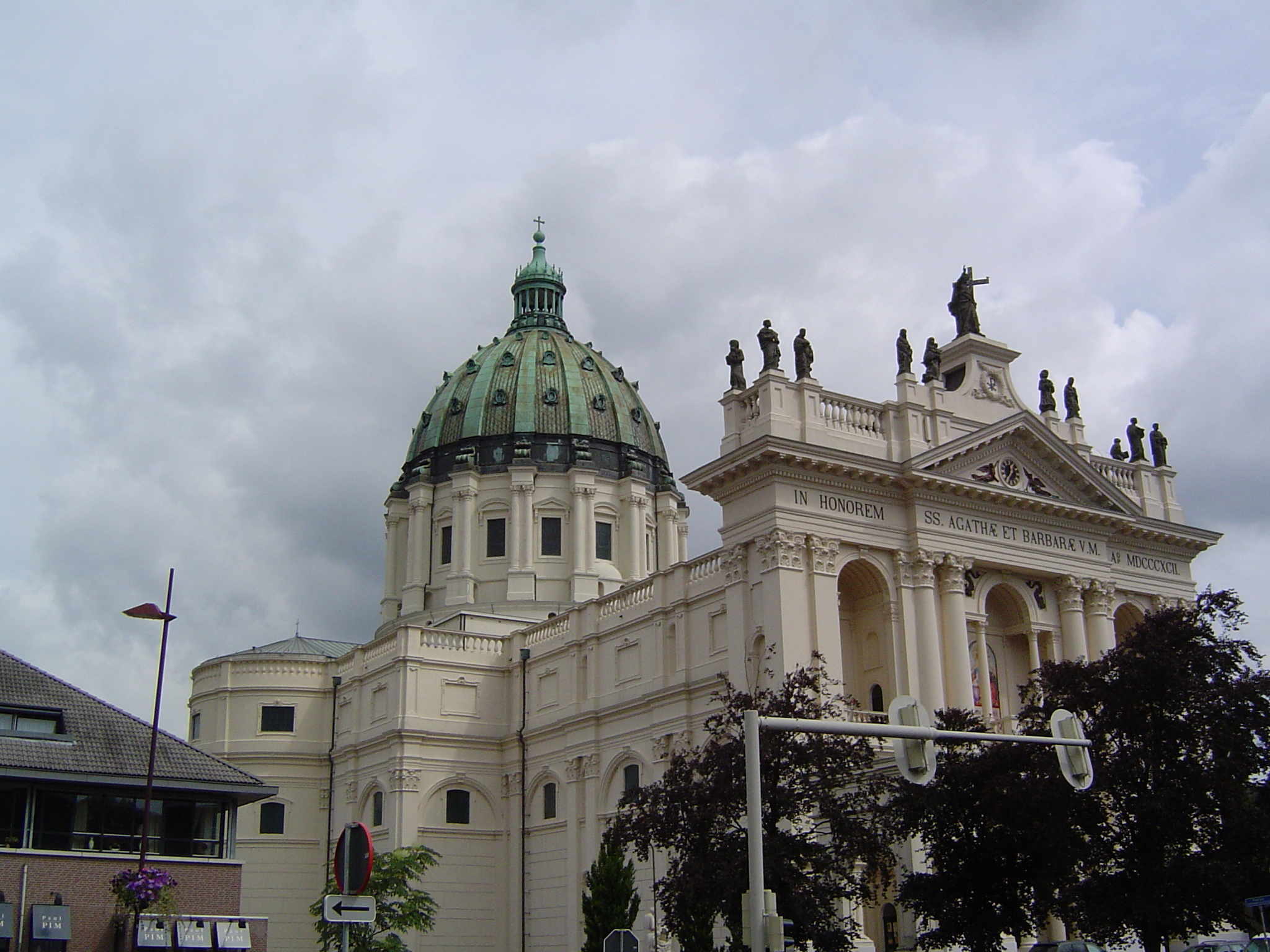
Basílica d'Oudenbosch